# Бриж Семен Федорович
Семе́н Фе́дорович Бриж (1870-ті — †1943) — бандурист.
Народився в ст. Канівська на Кубані. Козак-хлібороб і воїн із діда-прадіда. Бандурист-соліст і ансамбліст. Учень Степана Жарка. Учасник чоловічої капели бандуристів ст. Канівської (1923 — 1943). Грав на бандурі О. Корнієвського.
Пристрасний шанувальник і знавець творчості Тараса Шевченка. Мав власну сольну програму, в якій гра на бандурі чергувалась із декламуванням творів Тараса Шевченка. В репертуарі домінували думи, історичні та козацькі пісні, пісні на слова Тараса Шевченка. Сольний концерт розпочинав, як правило, з пісні «Думи мої, думи мої», а закінчував «Заповітом» Тараса Шевченка. З творів поета найчастіше декламував «Великий льох», «І мертвим, і живим, і ненарожденним», «Кавказ», «Сон» («У всякого своя доля…»). Улюбленими піснями були «Добрий вечір тобі, зелена діброво», «Ой сів пугач на могилі», «Ох і не стелися, хрещатий барвінку», «Пісня про Морозенка» та ін. Виступав переважно на території Канівського району Кубані.
Зазнав репресій у 1936 році. В 1943 р. після арешту органами НКВД керівника капели С. Жарка, Семен Брижко застрелився у плавнях коло ст. Канівської.